# Roma-Napoli-Roma 1913
La Roma-Napoli-Roma 1913, dodicesima edizione della corsa, si svolse dal 18 al 20 settembre 1913 su un percorso di 630 km, suddiviso su 2 tappe. La vittoria fu appannaggio dell'italiano Costante Girardengo, che completò il percorso in 23h58'06", precedendo i connazionali Giosuè Lombardi e Carlo Galetti & Luigi Ganna (giunti ex æquo).

## Tappe
| Tappa  | Data         | Percorso         | km               | Vincitore di tappa  | Leader cl. generale |
| ------ | ------------ | ---------------- | ---------------- | ------------------- | ------------------- |
| 1ª     | 18 settembre | Roma > Rieti     | 317              | Luigi Ganna         | Luigi Ganna         |
|        | 19 settembre | giorno di riposo | giorno di riposo | giorno di riposo    | giorno di riposo    |
| 2ª     | 20 settembre | Rieti > Roma     | 313              | Costante Girardengo | Costante Girardengo |
| Totale | Totale       | Totale           | 630              |                     |                     |

## Dettagli delle tappe

### 1ª tappa
- 18 settembre: Roma > Rieti – 317 km

Risultati
| Pos. | Corridore     | Squadra | Tempo     |
| ---- | ------------- | ------- | --------- |
| 1    | Luigi Ganna   | Ganna   | 12h26'05" |
| 2    | Carlo Galetti | Legnano | s.t.      |
| 3    | Dario Beni    | Peugeot | s.t.      |

| Pos. | Corridore     | Squadra | Tempo     |
| ---- | ------------- | ------- | --------- |
| 1    | Luigi Ganna   | Ganna   | 12h26'05" |
| 2    | Carlo Galetti | Legnano | s.t.      |
| 3    | Dario Beni    | Peugeot | s.t.      |

### 2ª tappa
- 20 settembre: Rieti > Roma – 313 km

Risultati
| Pos. | Corridore           | Squadra | Tempo     |
| ---- | ------------------- | ------- | --------- |
| 1    | Costante Girardengo | Maino   | 11h31'01" |
| 2    | Giosuè Lombardi     | Maino   | a 27'52"  |
| 3    | Luigi Ganna         | Ganna   | a 29'22"  |

| Pos. | Corridore           | Squadra | Tempo     |
| ---- | ------------------- | ------- | --------- |
| 1    | Costante Girardengo | Maino   | 23h58'06" |
| 2    | Giosuè Lombardi     | Maino   | a 27'54"  |
| 3    | Luigi Ganna         | Ganna   | a 29'22"  |

## Classifiche finali

### Classifica generale
| Pos. | Corridore           | Squadra         | Tempo      |
| ---- | ------------------- | --------------- | ---------- |
| 1    | Costante Girardengo | Maino           | 23h58'06"  |
| 2    | Giosuè Lombardi     | Maino           | a 27'54"   |
| 3    | Luigi Ganna         | Ganna           | a 29'22"   |
| 3    | Carlo Galetti       | Legnano-Pirelli | ex æquo    |
| 5    | Alfonso Calzolari   | Stucchi         | a 29'23"   |
| 5    | Alfredo Sivocci     | -               | ex æquo    |
| 7    | Giovanni Gerbi      | Gerbi           | a 30'01"   |
| 8    | Camillo Bertarelli  | Ganna           | a 49'30"   |
| 9    | Giuseppe Pifferi    | Peugeot-Wolber  | a 59'59"   |
| 10   | Emanuele Garda      | Peugeot-Wolber  | a 1h03'01" |